# Мохре

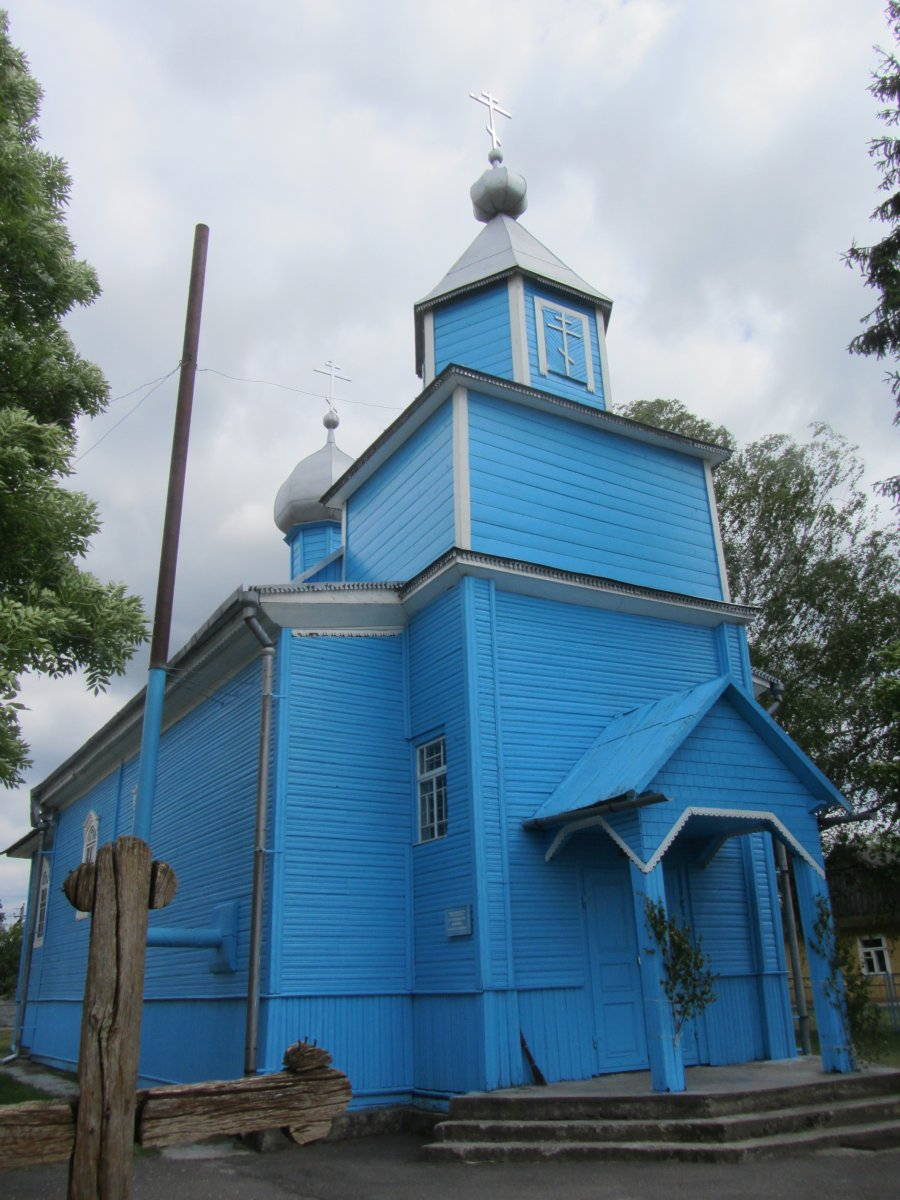
Церква Святих Петра та Павла

Мохре (біл. Махро́) — село, адміністративний центр Мохрівської сільради, Іванівський район Берестейська область, Білорусь.
Село знаходиться в прикордонній зоні.

## Географія
Село знаходиться за 19 км на південь від Іванове, за 159 км від Берестя, за 19 км від залізничної станції Янов-Поліський. Через село проходить дорога Р144.

## Населення
- 1999 - 1287 чол., 473 двору [2] .
- 2009 рік - 1095 чол.
- 2019 рік - 885 чол.

## Культура
- Картинна галерея Олексія Кузьмича[3] — філія державної установи культури "Районний музейний комплекс імені Наполеона Орди"
- Історико-краєзнавчий музей ДУО «Мохрівська середня школа»

## Пам'ятки
- Церковь Святых Петра и Павла[be] — православний храм, збудований у 1792 році як уніатська церква. Пам'ятник дерев'яної архітектури. Історико-культурна цінність Білорусі[4].

- Олексій Васильович Кузьмич – художник